# Джихад
Джиха́д (от араб. الجهاد‎ [dʒɪˈhɑːd] — «усердие») — понятие в исламе, означающее усердие на пути Аллаха, борьба за веру.
Понятие военного джихада (вооружённой борьбы за распространение ислама) стало основным значением слова для немусульман и получило название «священная война». Некоторые мусульманские авторы, особенно современные, настаивают на более широкой интерпретации понятия, не обязательно подразумевающей кровопролитие, и называют словосочетание «священная война» неточным и неприемлемым переводом.
Согласно Корану, каждый мусульманин должен проявлять усердие в утверждении и защите ислама, расходовать для этого свои материальные средства и все свои силы. В случае опасности необходимо подниматься на вооружённую борьбу против врагов веры. Отдача всех сил и возможностей ради распространения и торжества ислама — одна из главных обязанностей мусульманской общины.

## Цели
По мнению историка ислама Даниэля Пайпса, «целью джихада является не столько распространение исламской веры, сколько расширение сферы влияния суверенной мусульманской власти… Таким образом, джихад по своей натуре беззастенчиво агрессивен, а его конечная цель состоит в том, чтобы добиться господства мусульман над всем миром». Он же указывает, что всегда джихад проявлялся в виде территориальной экспансии. При этом Пайпс отмечает, что «многие учёные и исламские апологеты утверждают, что, согласно идеологии джихада, разрешается вести только защитные военные действия или что джихад является всецело ненасильственным движением».
Согласно трактовке суннитского богослова Абдул-Азиза ат-Тарифи, основной целью джихада является пропаганда и распространение религии, а также укрепление ислама и его последователей, при одновременном ослаблении влияния и силы неверующих. Этот принцип основывается на аяте Корана: «Сражайтесь с ними, пока не исчезнет искушение и пока религия целиком не будет посвящена Аллаху». В данном контексте не подразумевается полное уничтожение куфра, так как согласно исламскому вероучению Аллах знает и предопределил, что неверие и неверные будут существовать до конца времен. Целью джихада, согласно этой интерпретации, является ослабление влияния и силы неверующих таким образом, чтобы они не представляли угрозы для верующих мусульман. Он направлен также на предотвращение устремлений слабо верующих подражать неверующим из-за их силы и на предотвращение того, чтобы лицемеры не получали сильную поддержку извне. Дополнительные выгоды от джихада включают в себя, например, приобретение трофеев и подушной подати с иноверцев.

### Джихадизм и джихадисткий терроризм
Идеологи джихадизма представляют джихад как «революционную борьбу» против международного порядка с целью объединения мусульман под шариатским законом.
Термин «джихадизм» используется с 1990-х годов . Впервые его использовали индийские и пакистанские средства массовой информации, а также французские ученые, которые использовали более точный термин «Салафитский джихадизм (или джихадисткий салафизм)». Различают салафитский джихадизм и деобандийский джихадизм . К салафитским джихадистким организациям относятся: Салафия Джихадия, Аль-Каида, ИГИЛ, Салафитская группа проповеди и джихада, Боко харам, Аш-Шабаб, Хизбут Тахрир, Салафитская армия Абу Бакра, Салафитская армия Джайш аль-Умма, Имарат Кавказ, Дава ФФМ, Die Wahre Religion, Марокканская боевая группа и другие. Хотя Талибан является деобандийской, а не салафитской, но они тесно сотрудничали с салафитом Усама бен Ладеном и различными лидерами салафитских джихадистов.
Некоторые наблюдатели   отметили изменение правил джихадизма — от изначальной «классической» доктрины до салафитского джихадизма 21-го века .  По словам историка права Садарата Кадри, за последние пару столетий постепенные изменения в исламской правовой доктрине (разработанные салафитами, которые осуждали любое нововведение (бид'а) в религии) «нормализовали» то, что когда-то было «немыслимым». Радикальный мусульманский мыслитель, идеолог организации «Братья-мусульмане» Сейид Кутб считал, что джихад — это форма борьбы с врагами ислама. Французский политолог и востоковед Жиль Кепель выделил особую салафитскую форму джихадизма в 1990-х годах .
Российский политолог И. И. Хохлов указывает, что тенденции в деятельности исламистских экстремистов следует считать «глобальным джихадом». По его мнению, «если ранее основное внимание уделялось революциям в отдельных странах или регионах с целью изменения правящего режима или государственного строя, то теперь приоритет отдан борьбе с Соединёнными Штатами Америки, Израилем и европейскими странами». Аналогичного мнения о связи радикального исламизма с глобальным джихадом придерживается профессор Дамасского университета Садик Аль-Азм, полагающий, что это борьба за реисламизацию мира.
Как считает исполнительный директор Института международной политики по борьбе с терроризмом доктор Боаз Ганор, радикальные исламисты делят мир на две части — «мир войны» и «мир ислама». Их целью является всемирная террористическая война против тех, кто не исповедует их ценности — глобальный джихад.
В 2014 году Совет безопасности ООН в связи с деятельностью салафитской джихадисткой организации «Исламское государство» принял резолюцию № 2170 о борьбе с джихадизмом, являющимся важнейшим источником международного терроризма.

### Салафитский джихадизм
Первоначально термин «салафиты-джихадисты» был использован французским политологом Жилем Кепелем для обозначения иностранных добровольцев, которые приехали со всего мира, чтобы сражаться за ислам против марксистских сил в Афганистане и потеряли американо-саудовское финансирование и интерес после вывода советских войск, но хотели продолжить джихад в других местах. Сайид Кутб, египетский салафитский идеолог и видный лидер «Братьев-мусульман» в Египте, был влиятельным пропагандистом салафитской джихадисткой идеологии в 1960-х годах .   Идеология кутбизма оказала влияние на джихадистские движения и террористов, которые стремятся свергнуть правительства, в частности,  на Усаму бен Ладена и Аймана аль-Завахири из «Аль-Каиды» , а также на салафитско-джихадистскую террористическую группировку ИГИЛ .  Более того, книги Кутба часто цитировались Усамой бен Ладеном и Анваром аль-Авлаки .
Некоторые из ранних исламских ученых и теологов, которые оказали глубокое влияние на террроризм и идеологию современного джихадизма, включают средневековых салафитских мыслителей Ибн Таймию и Мухаммада ибн Абд аль-Ваххаба, наряду с современными салафитскими идеологами Мухаммадом Рашидом Ридой, Сайидом Кутбом и Абулем Аля Маудуди .
По данным Deutsche Welle, «Салафизм» — это растущее движение в Германии, чья цель — создание халифата— несовместима с западной демократией.
По данным Федерального агентства по гражданскому образованию Германии, почти все террористы являются «салафитами», но не все салафиты являются террористами. Призыв к созданию религиозного государства в форме халифата означает, что салафиты отвергают верховенство закона и суверенитет народной власти .
Британский писатель Шираз Махер, автор книги «Салафитский джихадизм: история идеи», прослеживает истоки этого конкретного течения до Ибн Таймии и теолога XVIII века Мухаммада ибн Абд аль-Ваххаба.
Ранними идеологами салафитского джихадизма были арабские ветераны афганского джихада: Абу Катада аль-Филистини, сириец Абу Мусаб, Абу Хамза аль-Масри, и другие. Мохаммед Юсуф, основатель нигерийской салафитской группировки «Боко харам»; Омар Бакри Мухаммад, Абу Бакр аль-Багдади, лидер «ИГИЛ»; и другие также являются приверженцами салафизма.
Самым известным лидером салафитских джихадистов был Усама бен Ладен. Саудовские проповедники-диссиденты Салман аль-Ауда и Сафар аль-Хавали пользовались большим уважением в этой школе. Лидер «Аль-Каиды» Айман аз-Завахири хвалил Сайида Кутба, заявив, что призыв Кутба стал идеологическим вдохновением для современного движения салафитов-джихадистов. Абу Бакр аль-Багдади также является салафитским джихадистом и главой салафитской группировки «ИГИЛ»

## Использование термина
Некоторые исламские богословы, основываясь на хадисах, делят джихад на большой (духовная борьба) и малый (газават — вооружённая борьба). Как уже было отмечено, понятие джихада относится не только к ведению войны, но и в широком смысле означает постоянное действие и усердие во имя торжества идеалов исламской религии. Об этом в частности говорится в Коране:

Верующие — это только те, которые уверовали в Аллаха и Его Посланника, а потом не испытывали сомнений и положили своё имущество и свою жизнь на путь Аллаха. Они-то и есть искренние верующие.— Коран, 49:15
Также «великий (или большой) джихад», то есть духовный, ставится гораздо выше «малого джихада», то есть вооружённой борьбы. В подтверждение этого мусульмане приводят слова пророка Мухаммеда: «Мы вернулись с малого джихада, чтобы приступить к джихаду великому».
Поэтому в исламской доктрине имеются положения о различных видах джихада, в частности, выделяют следующие:
- Джихад на поле боя («джихад руки»)[54]. Ведение боевых действий для охраны жизни и имущества людей, защиты государства от агрессии является обязательным (фард) в исламе. Мусульмане, участвующие в войнах, называются муджахидами. Погибшие в войнах мусульмане называются шахидами. Они занимают одно из наивысших мест у Аллаха и будут введены в рай. А живые участники войн называются газиями (Гази).
- Джихад против своих пороков (нафс, «джихад сердца»)[54]. Индивидуальная борьба каждого мусульманина против своих пороков является самой сложной формой джихада, так как, не поборов свои греховные страсти и духовные пороки, человек не может вести борьбу за торжество идеалов религии. Это определение ввёл Аль-Газали.
- Военный джихад (газават) («джихад меча»)[54]. Необходимость этого возникает в том случае, если в какой-либо стране мусульманам запрещают исповедовать свою религию в полном объёме, если мусульман притесняют или если поступают в отношении них сходным образом; кроме того, если мусульмане, обратившиеся с исламским призывом к представителям других религий в странах их проживания, встретили препятствие со стороны властей этих государств. Другими словами, если мусульманам фактически запрещено доводить до людей слово Господа и вести проповедь ислама.
- Джихад языка. Повеление одобряемого и запрещение порицаемого[54].

Анализ текстов, принадлежащих имаму аль-Бухари — исламскому богослову, автору наиболее авторитетного и достоверного суннитского сборника хадисов «Сахих аль-Бухари», составляющего основу мусульманской предания (сунна), много писавшего о джихаде, показывает, что в 97 % случаев речь идёт о священной войне как о религиозном долге правоверных и лишь в 3 % — о внутренней борьбе за нравственную чистоту.

## Этические ограничения
В исламском праве, основанном на Коране и практике пророка Мухаммада, изложен ряд законов, которые должны соблюдаться во время военного джихада. В частности, этот закон запрещает убийство: стариков, женщин, детей, священнослужителей и других мирных людей, не принимающих участия в сражениях.

## История джихада

### Афганистан
Со времён Первой англо-афганской войны (1838—1842), как и в последующих войнах против Британии и Советского Союза, а позже против войск НАТО, афганское сопротивление приняло традиционную мусульманскую форму джихада — войны против оккупации.

### Россия и СССР
В 1784 году шейх Мансур, чеченский воин, во главе отряда мусульман, объявил газават (войну) России. В 1791 году был взят в плен и умер в заточении. В 1829 году Гази-Мухаммад начал призыв к изгнанию русских из региона. В 1832 году он погиб в битве и Хамзат-бек занял его место, а после него лидером кавказского сопротивления стал Шамиль. Шамилю удалось закончить начатое шейхом Мансуром — объединить северокавказских горцев в борьбе против Российской империи. Он был лидером сопротивления в Кавказской войне в Дагестане и Чечне (1834—1859).
Советская наука рассматривала «джихад» и «газават» как слова-синонимы.
Во время Великой Отечественной войны Духовное управление мусульман европейской части СССР и Сибири (ДУМ ЕС) объявило священную войну — джихад нацистской Германии. Тогдашний муфтий ДУМ ЕС Габдрахман Расулев призвал мусульман встать на защиту Родины. «Мы, мусульмане, хорошо помним слова пророка Мухаммада: „Любовь к Родине — это часть твоей веры“», — сказал муфтий на съезде мусульманского духовенства в Уфе в 1942 году. По мнению учёных-хадисоведов, хадис про любовь к родине является выдуманным.